# Little Joe 1A

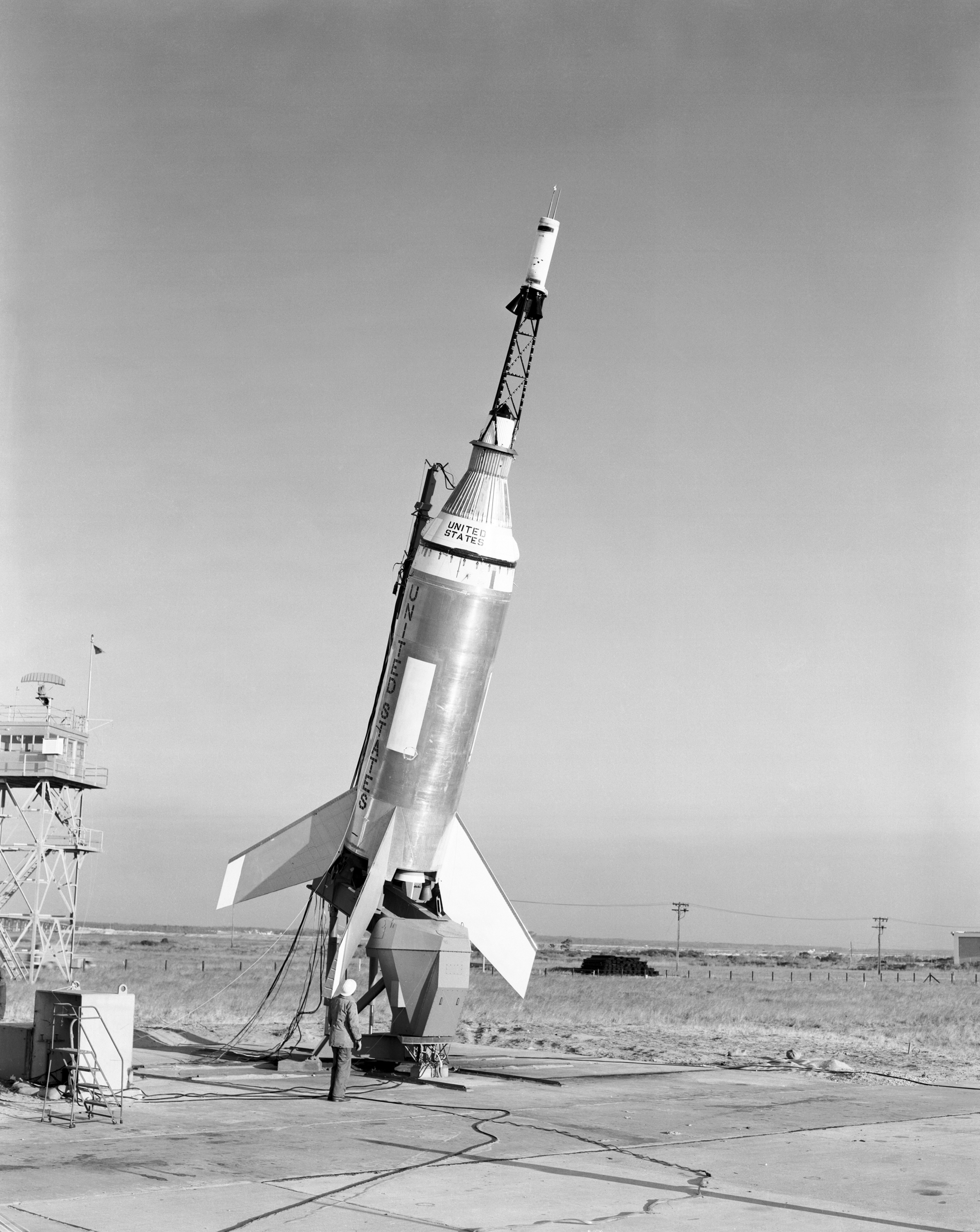
Lottle Joe 1A na odpalovací rampě

Little Joe 1A byl testovací let rakety Little Joe, jehož úkolem bylo ověřit funkčnost únikového systému kosmické lodi Mercury při maximálním aerodynamickém tlaku. Tlakový senzor měl zaznamenávat tlak a spustit test po dosažení požadovaných podmínek. Podle očekávání k tomu mělo dojít přibližně 30 sekund po startu. Senzor pracoval jak měl a při dosažení stanoveného tlaku vydal pokyn k odpálení výbušných šroubů, které oddělili maketu modulu Mercury od zbytku rakety. Signál tlakového senzoru měl také zažehnout motory v únikové věži, ty sice zažehnuty byly, ale trvalo několik sekund, než dosáhly plného výkonu. Kvůli tomuto prodlení raketa minula oblast určenou pro test a ten musel být opakován. Všechny ostatní procedury proběhly hladce, raketa vystoupala do výšky 14,5 km, uletěla 18,5 km a dosáhla rychlosti 3254 km/h. Hmotnost nákladu byla 1007 kg, raketa Little Joe měla konfiguraci motorů: 2x hlavní motor Polux a 4x pomocný motor Recruit.